# Uncle Buck
Uncle Buck är en amerikansk komedi från 1989 i regi av John Hughes med John Candy och Macauley Culkin i huvudrollerna.

## Handling
Makarna Cindy och Bob Russell, som nyligen flyttat från Indianapolis till Chicago, får via ett telefonsamtal mitt i natten ett tråkigt besked som gör att de måste lämna hemmet omedelbart. Desperat försöker de att hitta någon som kan ta hand om deras tre barn medan de är iväg. Men ingen de hör av sig till kan hjälpa till att sköta barnen under tiden. Bob föreslår att hans bror Buck, som är en lat ungkarl, som inte har nåt jobb och som röker, dricker och spelar, kan få ta hand om barnen. Väldigt motvilligt så ringer Cindy till honom och frågar om han vill ställa upp vilket han naturligtvis gör. De två yngsta barnen, Miles och Maizy, har Buck inga problem med att komma överens med, men däremot tonårsdottern Tia visar sig vara allt annat än vänligt sinnad mot sin farbror.

## Om filmen
Uncle Buck är regisserad av John Hughes som också skrivit filmmanus och producerat filmen. Som så många andra av John Hughes filmer, så är Uncle Buck också inspelad runt omkring i Illinois med Chicago som utgångspunkt.

## Roller (urval)
- John Candy - Buck Russell
- Jean Louisa Kelly - Tia Russell
- Gaby Hoffmann - Maizy Russell
- Macaulay Culkin - Miles Russell
- Amy Madigan - Chanice Kobolowski
- Elaine Bromka - Cindy Russell
- Garrett M. Brown - Bob Russell
- Laurie Metcalf - Marcie Dahlgren-Frost